# Lee Gordon
Lee Gordon, nome artístico de Leon Lazar Gevorshner (8 de março de 1923 – 7 de novembro de 1963) foi um empresário estadunidense e promotor de eventos de rock and roll que trabalhou extensivamente na Austrália no fim dos anos 1950 e começo dos anos 1960. As turnês de jazz e rock and roll por ele promovidas deixaram grande impacto na cena musical australiana, e ele teve papel significativo no começo da carreira do cantor australiano pioneiro do rock and roll Johnny O'Keefe.
Ele fundou a Leedon Records em 1958.